# So Seo-no
So Seo-no este a doua soție a împăratului coreean Jumong, întemeietor al Goguryeo. 
A fost fiica lui Yeon Ta-bal, o personalitate bogată și influentă din Jolbon. Inițial, ea a fost căsătorită cu Wootae, căruia i-a născut pe Biryu si Onjo. Apoi a fost, pentru mai mulți ani, împărăteasă a Goguryeo până a plecat în Sud împreună cu fii săi pentru a fonda un nou stat.